# Venus Express
Venus Express er den første europæiske venussonde. Venus Express er populært sagt opbygget af tiloversblevne dele fra Mars Express og Rosetta rumsonderne. I 2001 besluttede ESA at udnytte den ekspertise, der var opnået ved konstruktionen af Mars Express, til at fremstille en billig venusmission. Den 9. november 2005 blev Venus Express opsendt med en russisk Sojuz-Fregat-raket fra rumhavnen Bajkonur i Kasakhstan. Proceduren var som med Mars Express' opsendelse, med undtagelse af de sidste manøvrer. Efter 150 dages rejse i det interplanetariske rum, nåede Venus Express Venus d. 11. april 2006. Bremseraketten var tændt i 50 minutter for at Venus kunne indfange sonden i kredsløb. Efter diverse banejusteringer, er den nu i et 24 timers, polært kredsløb.
En hypotese om svævende bakterier i venusatmosfæren kan bruge Venus Express' målinger. Bakterier kan forbrænde kulilte og svovldioxid til carbonylsulfid. Temperaturen på venusoverfladen kan smelte bly, men oppe i højderne er det koldere. Radarmålinger fra Jorden har påvist 10 μm store partikler i atmosfæren, svarende til extremofile bakterier. CO2 spaltes af kosmisk stråling til kulilte, men der "mangler" kulilte i venusatmosfæren.

## Instrumenter

### Reserveinstrumenter fra Rosetta
- MAG — østrigsk magnetometer til at kortlægge det svage magnetfelt solvinden og atmosfæren skaber.
- VeRa — tysk radioeksperiment, der udnytter venusatmosfærens modulation af radiosignaler til Jorden. Kan måle atmosfærens densiteter, temperaturer og tryk fra 35 til 100 km's højde. Det kan også kortlægge ionosfæren.
- VIRTIS — fransk-italiensk spektrometer, der virker fra det ultraviolette til det infrarøde spektrum. Kan redegøre for atmosfærens sammensætning fra overfladen til 40 km's højde og kan spore skyerne med UV på dagsiden og IR på natsiden.

### Reserveinstrumenter fra Mars Express
- ASPERA: Analyser of Space Plasma and EneRgic Atoms — svensk 3D plasma- og højenergidetektor. Skal måle de ioner og molekyler fra atmosfæren der forlader Venus samt solvindens ændring ved Venus.
- PFS — italiensk Planetary Fourier Spectrometer udnytter atmosfærens nyopdagede transparens i det nærinfrarøde lys til at måle temperaturforskelle på venusoverfladen om natten – for at opdage aktiv vulkanisme.
- SpicaV — fransk-belgisk-russisk UV- og IR-spektrometer. Det skal udnytte venusatmosfærens modulation af sollyset og stjernelys ved okkultationer til at analysere atmosfærens sammensætning. Især er man interesseret i vandets fordeling i atmosfæren, samt eksistensen af svovlforbindelser, NOX'er og molekylært ilt.
- VMC — tysk Venus Monitoring Camera, der er en amputeret udgave af Mars Express' High Resolution Stereo Camera. Det digitale kamera vil undersøge skydynamik fra nær-IR til UV. Skal også tage billeder af overfladen, udpeget af de andre instrumenter, i det nærinfrarøde.

## Forskelle på Mars Express og Venus Express
- Da Venus er tættere på Solen end Mars, vil sollyset være fire gange så intenst. Derfor har Venus Express kun det halve solcelleareal af Mars Express. Dette giver ikke nødvendigvis dobbelt så meget elektrisk energi!
- Med Mars i aphelium og i konjunktion (Mars og Jorden på hver sin side af Solen) bliver afstanden til Jorden ca. 400 millioner km. Når Venus er i øvre konjunktion (fjernest fra Jorden) er afstanden kun ca. 260 millioner km. Derfor er Venus Express' parabolantenne (High Gain Antenna) kun 1,3 meter i diameter, mod Mars Express' 1,6 m. Da Jorden er en indre planet i forhold til Mars, vil Jorden og Solen være i samme retning. Derfor udnyttes HGA som en parasol og beskytter Mars Express mod solvarmen. Jorden er en ydre planet i forhold til Venus og når Venus er i nedre konjunktion (tættest på Jorden) , vil Solen og Jorden være i hver sin retning. Da varmen ved Venus er kraftig, forbliver HGA rettet mod Solen som en parasol og kommunikationen med Jorden sker med en lille 0,3 m sekundærantenne på den modsatte side (Venus-Jord-afstand ca. 50 mio km).
- De dele af Mars Express, der vender væk fra Solen er malet kulsort, for at holde på varmen. Hele Venus Express er dækket af guldfolie, for at reflektere overskudsvarmen.
- Da Mars Express fløj til Mars, fløj den væk fra Solen og blev decelereret (som en bold der kastes op i luften). Venus Express blev sendt ind mod Solen, og blev accelereret (som en kop der falder på gulvet). Den større hastighed, krævede mere raketbrændstof til bremseraketten og Venus Express kunne derfor ikke have nogen lander med (Mars Express havde Beagle 2 med og Rosetta har Philae med).
- Instrumenterne er reserveinstrumenter fra de to andre missioner og blev medbragt hvis de havde relevans for Venus.